# طایفه خلیفه‌لو
خلیفه لو نام طایفه ای از آذربایجان است در طی ۴۰۰ سال گذشته به مناطق مختلفی کوچ کرده یا کوچانده شده‌اند. بخش بزرگی از این طایفه در آن سوی رود ارس ساکن بوده‌اند که پس از دو عهدنامه که مسبب تجزیه این منطقه گردید تا آخرین لحظه دست از جنگ با روس بر نداشته و به ایران کوچ کردند. طایفه بزرگ خلیفه لو هم اکنون در دشت مغان استان اردبیل در شهر های بیله سوار جعفر اباد  وگرمی سکونت دارند.روستای بزرگ این طایفه در ۱۶ کیلومتری جعفر آباد بیله سوار واقع است تقریباً نیمی ار این جمعیت به کوچ عشایری مشغولند
خلیفه لو ارشق بخش بزرگی از این تاریخ می باشد و مردان بزرگی از این روستا در تاریخ ماندگار شده اند، دهنزخان خلیفه لو از جمله مردان این دیار است که تایید تاریخ گواه مردانگی این بزرگوار می باشد.
خلیفه‌لو نام یکی از روستاهای استان آذربایجان شرقی است که در دهستان دیکله بخش مرکزی شهرستان هوراند واقع شده‌است
همچنان خلیفه لو‌های مهاجر از دشت مغان در استان قزوین خرقان شرقی بخش کلنجین روستای نصرت آباد قاراداش ساکن شدند. تعدادی از خلیفه لو‌ها نیز به گیلان مهاجرت کرده و در نقره دشت رشت ساکن شدند.این روستا ۱۱۸ نفر جمعیت دارد.